# Kartchner
Kartchner és un cràter de l'asteroide de la família Coronis del cinturó principal, (243) Ida, situat amb el sistema de coordenades planetocèntriques a -7 ° de latitud nord i 179 ° de longitud est. Fa un diàmetre de 0.9 km. El nom va ser fet oficial per la UAI el 1997 i fa referència a les Coves Kartchner, coves d'Arizona (Estats Units d'Amèrica).